# Pseudecheneis sulcata
Pseudecheneis sulcata es una especie de peces de la familia Sisoridae en el orden de los Siluriformes.

## Morfología
• Los machos pueden llegar alcanzar los 20 cm de longitud total.

## Distribución geográfica
Se encuentra en la India, el Nepal, Bangladés, el Tíbet y Birmania.